# La Pataterie

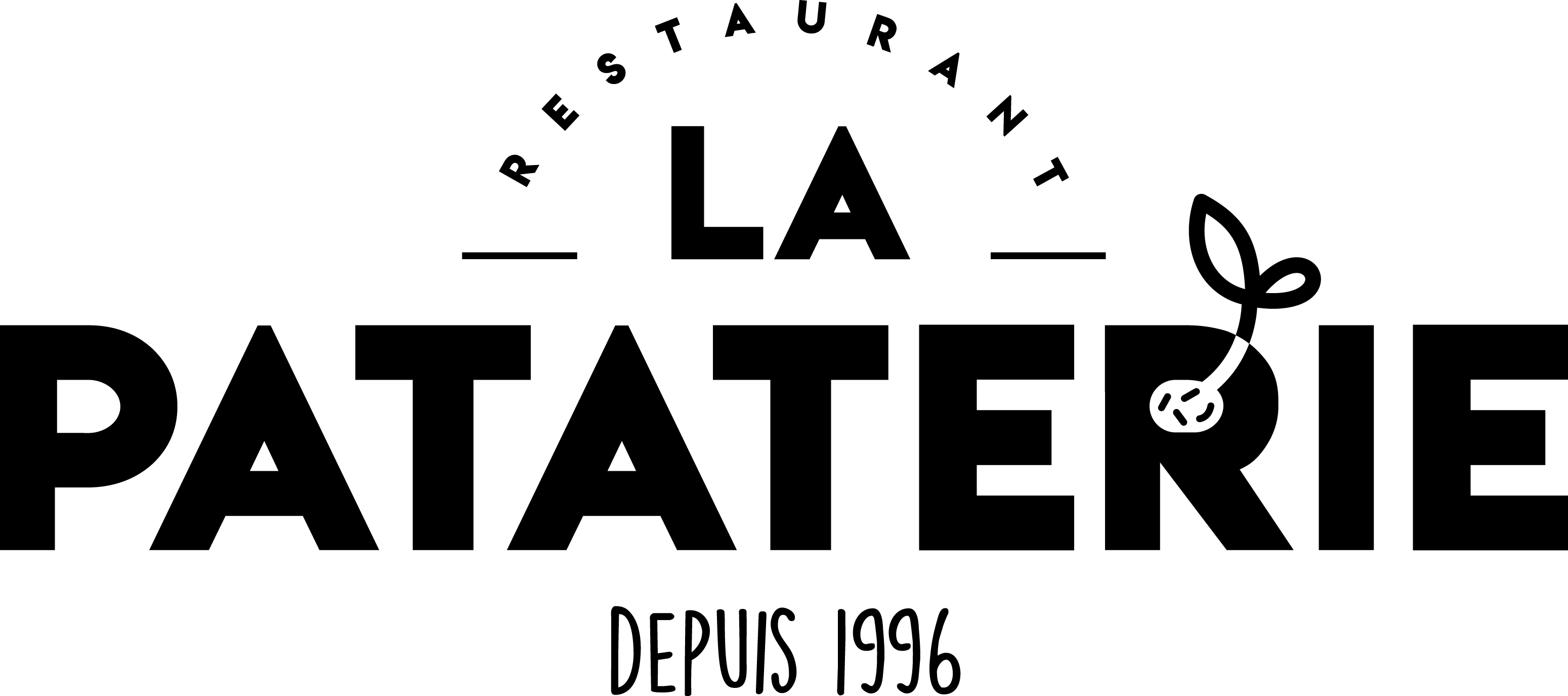

La Pataterie est une chaîne de restauration française, spécialisée dans la cuisine française.
Elle est présente en France, et compte 36 restaurants en 2025.

## Histoire
Créée en 1996 à Brive-la-Gaillarde (Corrèze) par Jean-Christophe Pailleux, l'enseigne a désormais son siège à Limoges (Haute-Vienne), rue Frédéric Bastiat, dans la zone industrielle Nord.
En 2008, le réseau est constitué de 32 restaurants.
Au début des années 2010, le groupe est en forte croissance, avec un accroissement de 15,7% de son chiffre d'affaires entre 2012 et 2013.
En 2014, la chaîne atteint les 200 restaurants, principalement franchisés, seuls 5 étant détenus en propre.
En 2015, La Pataterie compte 220 restaurants et est élue meilleure chaîne de restaurant.
En octobre 2017, La Pataterie a été placée en redressement judiciaire en vue de sa vente dans le cadre du dispositif de « prepack cession », les offres de reprise devant être déposées au plus tard le 2 novembre auprès du tribunal de commerce de Limoges. Ce dernier a validé le 21 novembre 2017 l’offre de reprise faite par les groupes Verdoso et Smartholding pour les 160 restaurants.
En 2021, Sébastien de Laporte succède à Michaël Cottin en tant que nouveau président du groupe, qui compte alors  80 restaurants en France et deux en Belgique, et environ 1000 salariés.
Depuis novembre 2023, Laurent Gillard est gérant de l'entreprise,.